# درنباخ (وستروالدکرایس)
درنباخ (به آلمانی: Dernbach) یک شهر در آلمان است که در وستروالدکرایس واقع شده‌است.